# Castillo Hatley
El castillo Hatley es un palacio señorial construido en Colwood, Columbia Británica, Canadá.

## Historia
En 1906, el vicegobernador de Columbia Británica, James Dunsmuir, de ascendencia escocesa, adquirió la propiedad. Él y su esposa Laura encargaron al renombrado arquitecto canadiense Samuel Maclure la construcción de una mansión de 40 habitaciones de estilo señorial escocés; el estilo neotudor fue popular en la época eduardiana. Los Dunsmuir crearon numerosos y hermosos jardines formales con los servicios de los reconocidos paisajistas estadounidenses Franklin Brett y George D. Hall, de Boston, Massachusetts. Los Dunsmuir bautizaron su finca Hatley Park, siguiendo la tradición de las fincas privadas británicas y europeas. El castillo se convirtió en un lugar emblemático y estuvo habitado por los descendientes de la familia Dunsmuir hasta después de la Gran Depresión, en 1937.